# Equipo G.I. Joe
G.I. Joe es el nombre en clave de una unidad de operaciones especiales secretas de élite ficticia que opera bajo el control de las Fuerzas Armadas de los Estados Unidos en el universo de G.I. Joe. En las décadas de 1960 y 1970, estaba disponible un personaje de aventura militar de juguete basado en el General Joseph Colton. A partir de 1982, el nombre "GI Joe" se refiere al equipo, también conocido como el "equipo Joe" o los "Joes". El Equipo G.I. Joe fue presentado como la línea de juguetes G.I. Joe: A Real American Hero de Hasbro. Más tarde, los cómics de Marvel G.I. Joe: A Real American Hero y el se lanzaron los dibujos animados de televisión G.I. Joe: A Real American Hero. El grito de batalla del equipo es "¡Yo Joe!".

## Antecedentes
El equipo de G.I. Joe está formado por personal del Ejército de los Estados Unidos, representantes del Cuerpo de Marines de los Estados Unidos, la Fuerza Aérea de los Estados Unidos, la Armada de los Estados Unidos y la Guardia Costera de los Estados Unidos. Algunos son de otras fuerzas como el ejército británico y el ejército australiano. Los miembros son seleccionados entre los mejores reclutas que traen consigo sus habilidades particulares.

## Historia

### Marvel Comics
En el primer número, el nombre en clave oficial del equipo es "Special Counter - Terrorist Unit Delta".Su líder fundador es el veterano del Equipo A de Vietnam, el teniente General Joseph Colton, elegido por John F. Kennedy justo antes del asesinato del presidente. "G.I. Joe" es un nombre clave temporal.Los miembros del equipo a partir del número 1 en 1982 fueron Hawk, Stalker, Scarlett, Snake Eyes, Breaker, Clutch, Rock 'n Roll, Steeler, Grand Slam, Flash, Short-Fuze, Grunt y Zap. 
El equipo es una de las muchas Fuerzas de Operaciones Especiales de Estados Unidos. Un agente del Mossad identifica a los miembros del equipo que conoce como parte de G.I. Joe porque son "demasiado desaliñados para ser la Fuerza Delta, y no lo suficientemente extraños para ser SOG". El equipo se presenta como un grupo encubierto con acceso a equipo militar sofisticado. Con el tiempo, el equipo es más público con acción en misiones de alto perfil.

### Devil's Due
En la serie de cómics de Devil's Due Publishing, el público en general conoce la existencia del equipo de Joe, pero sus misiones permanecen encubiertas. El equipo Joe se ha reducido a un personal esquelético. Cuando llega un nuevo enemigo, las "Sombras Rojas", el equipo sale victorioso pero luego se disuelve. Sin embargo, esto fue una artimaña y el equipo de Joe se reforma con un nuevo equipo central y los exmiembros como reservas. En la serie G.I. Joe: America's Elite, el nuevo equipo está completamente encubierto.

### IDW
En la serie de cómics creada por IDW Publishing, el equipo de G.I. Joe es una organización encubierta que opera bajo los auspicios de las fuerzas militares estadounidenses. Su misión es manejar amenazas extremas. Para permanecer encubiertos, los nuevos miembros del equipo deben fingir su propia muerte y abandonar por completo sus vidas anteriores. La base del equipo, conocida como "El Pozo", es un establecimiento militar abandonado en el desierto de Nevada.

### Serie animada
La serie de televisión animada G.I. Joe de 1985 y la película animada G.I. Joe ampliaron la función de lo que la apertura del programa describe como una "fuerza de misión especial". Los miembros del equipo tienen muchas habilidades extraordinarias. Pueden trabajar en muchos entornos diferentes y operar muchos tipos diferentes de vehículos y aeronaves. En las producciones animadas, el equipo es conocido por el público. Por ejemplo, en el episodio 20 Questions, el equipo aparece en un programa de entrevistas y en el episodio Once Upon a Joe, el equipo es recibido con entusiasmo por los niños.

## Producciones
Generalmente, Hawk es el oficial al mando del equipo. Duke es el suboficial mayor y el segundo al mando. Flint a menudo se desempeña como tercero al mando (aunque al ser un suboficial, técnicamente supera a Duke) y generalmente lidera misiones de campo cuando Duke no puede. Beach-Head y el Sargento Slaughter están etiquetados como cuarto y quinto al mando, respectivamente. Ambos también se desempeñan como instructores de ejercicios y entrenadores para los nuevos reclutas de Joe. Sin embargo, existen varias diferencias entre los cómics, los dibujos animados e incluso la línea de juguetes.

### Marvel Comics
La serie original de Marvel Comics adopta un enfoque bastante realista de la jerarquía de mando militar. En los primeros números del cómic, el mando general del equipo G.I. Joe recae en el general de brigada Lawrence J. Flagg, que actúa como enlace con el Pentágono. Hawk es el líder de campo, con Stalker como suboficial superior y segundo al mando de facto. Después de que el general Flagg muere en el número 19, Hawk asume el mando general del equipo en el número 33 y nombra a Duke como líder de campo. El vicealmirante Keel-Haul se presenta en el número 36. El general Joseph Colton (el modelo de un juguete G.I. Joe de 12 pulgadas) aparece en los números 86, 127 y 152, pero no es miembro del equipo.

### Serie de dibujos animadosReal American Hero
La serie animada Real American Hero producida por Sunbow Entertainment se centró principalmente en personajes más nuevos. En la miniserie inicial, Duke se desempeñó como líder del equipo, respondiendo al general Flagg, mientras que Flint se desempeñó como segundo al mando y fue el personaje principal de la segunda miniserie. En la segunda temporada completa, coincidiendo con el lanzamiento de una nueva figura de acción de Hawk, Hawk se establece como comandante, con Duke como segundo al mando y Flint como tercero, con Beach Head y el Sargento Slaughter también en roles de liderazgo. Esto continuó con la nueva serie producida por DIC Entertainment que tuvo lugar después de la película animada.

### G.I. Joe Extreme
G.I. Joe Extreme fue un relanzamiento de la línea de juguetes que presenta un nuevo equipo reunido por el misterioso Sr. Clancy para luchar contra SKAR (Soldados de Khaos, Anarchy y Ruin), una organización dirigida por Iron Claw, que buscó usar la inestabilidad del periodo posterior a la Guerra Fría Europa del Este para lanzar una campaña por la dominación mundial. El equipo se muestra como un grupo muy pequeño y de élite, y el único personaje que se trasladó fue el Sargento Savage, que había sido introducido tarde en la línea anterior. Sunbow y Gunther-Wahl Productions produjeron una serie de dibujos animados y  Claster Television la distribuyó y se transmitió durante dos temporadas.
Dark Horse Comics adquirió la licencia de cómics en ese momento y publicó dos miniseries de cuatro números de G.I. Joe Extreme. El primero, que continúa con la serie de dibujos animados, ve al equipo derrotar a SKAR, que se estableció inicialmente como fundado en la década de 1960, pero solo se convirtió en una amenaza después de que Iron Klaw tomó el control en un golpe. El segundo los ve luchar contra Red Scream, un grupo que se opone a la globalización. En el último número se mencionó un tercer némesis, el I.R.O.N. Army (una reorganización de los restos de SKAR), pero la serie se canceló antes de que la historia pudiera continuar.

### Sigma 6
En la serie G.I. Joe: Sigma 6, el equipo es más pequeño y los nuevos personajes se introducen gradualmente en lugar de en masa. La serie cuenta la historia de que el equipo se reformó con un nuevo nombre en clave después de que su base es destruida por Cobra.

### The Rise of Cobra
En esta película, G.I. Joe es un acrónimo de Global Integrated Joint Operating Entity y el equipo incluye a Hawk, Duke, Rip Cord, Scarlett, Breaker, Heavy Duty y Snake Eyes. Es una fuerza internacional que utiliza tecnología avanzada. La base del equipo está en Egipto. Está bien financiado gracias al respaldo mundial.

### Renegades
En esta serie, el equipo, llamado "Renegados", está fundado por la teniente Scarlett O'Hara y su ninja sensei Snake Eyes. Los miembros del equipo incluyen al sargento Duke Hauser, el cabo Roadblock Hinton, el soldado Tunnel Rat Lee y el soldado Rip Cord Weems. Su propósito es exponer Industrias Cobra por sus transgresiones ilegales. Sin embargo, se les acusa erróneamente de la ruina de Farmacéuticas Cobra. El equipo debe limpiar su nombre mientras evita a un nuevo némesis, los Falcons, y tiene éxito. El comandante de los Falcons es Flint. Sus miembros incluyen a Lady Jaye, Wild Bill, Lift-Ticket y Heavy Duty.

### Retaliation
En la secuela de The Rise of Cobra, el equipo incluye a Roadblock, Flint, Lady Jaye, Snake Eyes y Jinx con el apoyo del General Joseph Colton y Storm Shadow. Duke, Mouse, Grunt y Clutch fueron asesinados por Cobra.

### Snake Eyes
En la película, Scarlett es una de las principales de los Joes que ayudaron al Clan Arashikage en su lucha contra Cobra. Snake Eyes aprendió de Scarlett que su padre era un Joe atacado y asesinado por Cobra mientras trabajaba encubierto para infiltrarse en Cobra. Scarlett le pide a Snake Eyes que se una al equipo, pero elige encontrar primero a Tommy, quien se expulsó del Arashikage.

### Transformers: el despertar de las bestias
Al final de la película, Noah Diaz fue reclutado por el Agente Burke, quien se entera de la existencia de los Autobots, para unirse a G.I. Joe.